# Der Wolfsjunge
Der Wolfsjunge (Originaltitel: L’Enfant sauvage) ist ein 1970 uraufgeführter Kinofilm von François Truffaut. Der Film spielt um das Jahr 1800 in Frankreich. Er zeigt die Lebensgeschichte des Wolfsjungen Victor von Aveyron (gespielt von Jean-Pierre Cargol) nach dem Dokumentarbericht Mémoire et rapport sur Victor l’Aveyron des Arztes Jean Itard. Der Wolfsjunge wurde in einem dokumentarfilmähnlichen Stil in Schwarzweiß gedreht und gehört zu den Schlüsselwerken des Regisseurs. Truffaut, der selbst die Rolle des Dr. Itard spielt, verbindet hier zwei seiner Kernthemen: Kinder und Bildung. Der mit geringem Etat gedrehte Film erhielt eine Reihe von Preisen und stieß in Frankreich und in den USA über Cinéastenkreise hinaus auf eine unerwartet große Resonanz. Er traf mit seiner Thematik in den damaligen Jahren der Studentenunruhen den Nerv der Zeit und bildete die Grundlage für den Ruf Truffauts als „pädagogischer Regisseur“. 2003 wurde der Film in den von der Bundeszentrale für politische Bildung erstellten Filmkanon für die Arbeit an Schulen aufgenommen.

## Handlung

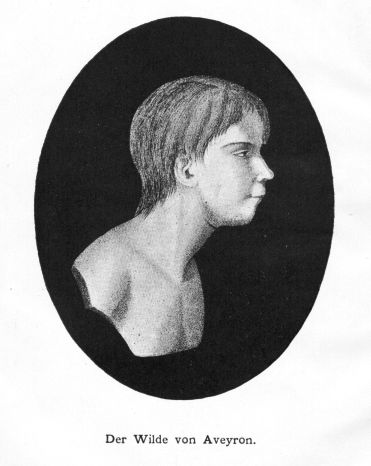
Victor von Aveyron

Im Wald bei Caune im Kanton St. Sernin in Südfrankreich entdeckt im Sommer 1798 eine Frau einen kleinen nackten Jungen, der sich wie ein Tier durch Unterholz und Büsche bewegt und auf Bäume klettert. Er wird von Männern aus dem Dorf gestellt, gefesselt und ins Dorf gebracht. Die Neuigkeit verbreitet sich rasch. Der junge Pariser Arzt Dr. Itard liest in der Zeitung einen Bericht über den Jungen. Er ist fasziniert von dem Gedanken, den Jungen zu untersuchen, um den Grad der Intelligenz und die Art der Gedanken eines Kindes festzustellen, das in totaler Isolierung völlig ohne menschliche Erziehung aufgewachsen ist. Der Junge wird unterdessen in einer Scheune gefangen gehalten und dient im Dorf zur allgemeinen Belustigung. Nach mehreren Fluchtversuchen steckt man ihn in eine Gefängniszelle in Rodez. Der Dorfarzt erhält vom Innenministerium die Anweisung, den Jungen nach Paris an das nationale Taubstummeninstitut zu bringen.

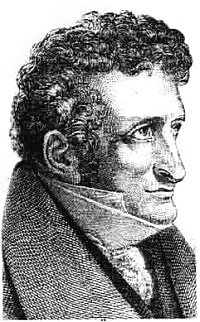
Der französische Arzt und Taubstummenlehrer Jean Itard (1774–1838)

Professor Pinel, der Leiter des Instituts, kommt nach einer Untersuchung zu dem Schluss, dass rein äußerlich den Jungen nichts von anderen Kindern unterscheide. Er hat jedoch Narben am ganzen Körper und reagiert weder auf Geräusche noch auf optische Reize, es sei denn, sie haben etwas mit Nahrungsaufnahme zu tun. Er erkennt ebenfalls nicht sein Spiegelbild. Eine auffallende Narbe am Hals lässt Itard und Pinel darauf schließen, dass der Junge im Alter von etwa drei Jahren von seinen Eltern ausgesetzt worden ist, nachdem diese ihm die Kehle durchgeschnitten haben, was er jedoch überlebt hat.
Der Junge wird in der Anstalt aufgenommen. Dr. Itard übernimmt die Betreuung und beginnt, sämtliche Erfahrungen, die er mit dem Jungen macht, schriftlich festzuhalten. Der Junge nimmt unter allen anderen Taubstummen die Rolle eines Sonderlings ein und er wird von den anderen Knaben regelmäßig verprügelt. Einer der Pfleger führt ihn gegen Bezahlung Besuchergruppen aus Paris vor. Dr. Itard hält nichts von dieser Art Zurschaustellung und er bedauert, dass der Junge lediglich aus Sensations- und Neugier aus seiner gewohnten Umgebung, der Natur, herausgerissen wurde. Er fürchtet, dass der Junge zugrunde geht. Prof. Pinel hält den Jungen für einen Idioten und möchte ihn in die Irrenanstalt nach Bicêtre überstellen. Er hält ihn für minderwertiger als alle anderen Kinder im Institut. Er stehe sogar noch unter den Tieren. Dr. Itard dagegen hält den Jungen grundsätzlich für erziehbar. Er sei lediglich aufgrund der äußeren Umstände, der jahrelangen Isolation so geworden. Das Kind ist seiner Ansicht nach nicht ausgesetzt worden, weil es schwachsinnig, sondern weil es unehelich war. Itard nimmt den Jungen zu sich aufs Land nach Batignolles, um ihn dort zusammen mit seiner Haushälterin Mme. Guérin zu betreuen, wofür diese jährlich 150 Francs erhält.
Der Junge lernt nach anfänglichem Widerwillen nach und nach einige einfache Handgriffe, beispielsweise seine Suppe mit dem Löffel zu essen oder sich selbst anzuziehen. Er zeigt außer instinktiven Abwehrreaktionen keinerlei erkennbare Gefühlsregungen. Auf dem benachbarten Bauernhof der Familie Lemeri spielt der Junge gelegentlich mit dem ein paar Jahre jüngeren Sohn der Familie. Er lernt, Milch aus einer Schale zu trinken, den Tisch zu decken und sich durch Gesten auszudrücken. Dr. Itard versucht, den Jungen spielerisch an Gegenstände und an die Sprache heranzuführen. Spiele, die mit Nahrungsaufnahme zu tun haben, lernt der Junge schneller, handelt es sich um andere Gegenstände, dann sträubt er sich und wirkt lust- und teilnahmslos. Dr. Itard beginnt, den Jungen für Lernerfolge mit Essen oder Trinken zu belohnen.
Der Junge reagiert zwar zumeist nicht auf Ansprache, zeigt jedoch bei Worten, die den Laut „o“ enthalten, eine gewisse Regung. Auf diese Weise kommt der Junge zu seinem Namen Victor (im Französischen liegt die Betonung auf dem langen „o“). Fortan versuchen Dr. Itard und Mme. Guérin Victor lautmalerisch an die Sprache heranzuführen. Zuerst versuchen sie es mit Wasser (französisch „eau“), später mit Milch (französisch „lait“). Einziger sichtbarer Erfolg ist ein mit hoher Stimme gepiepstes „lait“, die erste Äußerung Victors, die nicht aus einem Grunzen oder Quieken besteht.
Dr. Itard weiß nicht, ob die wenigen Erfolge und Fortschritte tatsächliche Lernerfolge sind oder ob der Junge sich möglicherweise nur diejenigen Dinge merkt, die ihn zum Erfolg, der Nahrungsaufnahme, führen. Itard lässt Victor nun einfachere Dinge tun: Trommeln, Erbsen entschoten oder Holz sägen, was diesem sichtlich Freude bereitet. Mme. Guérin entdeckt, dass Victor einen ausgesprochenen Ordnungssinn hat und Dinge, die anderswo liegen als am Tag zuvor, wieder an ihren ursprünglichen Platz zurücklegt. Victor lernt nun, Gegenstände wie Hammer, Buch oder Kamm ihren abstrakten Bildern zuzuordnen, doch er ist nicht dazu in der Lage, die Gegenstände den geschriebenen Begriffen zuzuweisen. Die Fortschritte sind spärlich. Victor wird immer öfter wütend und er schlägt um sich, sobald er eine Aufgabe nicht schafft. Kann er jedoch zwanglos spielen, so ist er fröhlich und ausgelassen.
Nach sieben Monaten hat sich in Paris inzwischen Prof. Pinels Meinung durchgesetzt. Itard wendet sich an das Ministerium, hat dort jedoch zunächst keinen Erfolg. Er beginnt nun, Victor nicht nur zu belohnen, sondern bei falschem Verhalten auch zu bestrafen. Besonders hart für Victor ist es, in die Kammer gesperrt zu werden. Als Ergebnis der Strafe erkennt Itard, dass Victor zum ersten Mal weint, was Itard als weiteren Erfolg verbucht. Die Erfolge stagnieren. Itard ist entmutigt und enttäuscht und er bedauert, Victor bei sich aufgenommen zu haben. Da trifft aus Paris ein Brief des Ministeriums ein: Dr. Itards wissenschaftliche Arbeit verdiene Anerkennung und den Schutz der Regierung und es werden weitere Fortschritte erwartet. Itard schafft es mit der Zeit, dass Victor auf Zuruf die unterschiedlichsten Gegenstände bringt. Victor bastelt sich sogar aus eigenem Antrieb aus Bindfaden und einem Knochen einen Kreidehalter.
Itard ist sich allerdings über die Motivation des Jungen immer noch nicht im Klaren, und er beschließt, den Jungen grundlos zu bestrafen. Victor löst eine einfache Aufgabe richtig, wird aber dennoch in die Kammer gesperrt, worauf er sich vehement wehrt und weint. Für Dr. Itard ist dies der Beweis, dass Victor inzwischen eine Art Gerechtigkeitssinn entwickelt hat. Neun Monate nach Victors Ankunft in Batignolles klettert dieser aus dem Fenster und flieht, kehrt jedoch recht bald zurück. Victor lässt sich äußerlich teilnahmslos nach oben führen. Itard beschließt, den Unterricht wieder aufzunehmen.

## Entstehungsgeschichte

### Erste Pläne und Arbeit am Drehbuch
1964 las Truffaut in Le Monde über das Buch Les enfants sauvages – mythe et réalité von Lucien Malson, einem Professor für Sozialpsychologie am Centre National de Pédagogie, der in seinem Buch 52 Fälle von sogenannten Wolfskindern untersuchte, die in Isolation, ohne jegliche menschlichen Kontakte aufwuchsen. Einer dieser Fälle war der Fall des Victor von Aveyron. In Malsons Buch sind zwei Berichte aus den Jahren 1801 und 1806 dokumentiert, in denen der Arzt Jean Itard seine mehrjährigen Unterrichts- und Erziehungsversuche eines völlig verwildert aufgegriffenen Kindes beschreibt. Der erste Bericht war für die Acadèmie de Médicine bestimmt und erregte über die Landesgrenzen hinaus großes Aufsehen. Der zweite Bericht wandte sich an das Innenministerium und war verbunden mit der Bitte um eine Weiterführung der Unterhaltszahlung für Victors Pflegemutter Madame Guérin.
Truffaut war von dem Fall fasziniert und beschaffte sich zehn Exemplare des Buchs. Er beschloss, die Geschichte zu verfilmen. Im Herbst 1964 bat Truffaut seinen Co-Autor bei Jules und Jim (1962), Jean Gruault, um Mithilfe bei einem Drehbuch nach der Vorlage von Jean Itards Aufzeichnungen. Im Januar 1965 war Gruaults erster grober Entwurf einer Rahmenhandlung fertig. Er beschaffte sich weiteres Material zum Thema, so etwa eine Arbeit von Condillac aus dem Jahr 1754 über den Umgang mit Gehörlosen, und er las Fachartikel über autistische Kinder. Im November 1965 umfasste das Drehbuch 243 Seiten, die Truffaut mit Anmerkungen versah und an Gruault zurückgab. Bis Ende 1966 wuchs der Umfang des Drehbuchs auf knapp 400 Seiten an, was einem etwa dreistündigen Film entsprochen hätte. Truffaut bat seinen Freund Jacques Rivette um Hilfe. Rivette schlug im Herbst 1967 vor, die Geschichte ganz auf die beiden Hauptdarsteller zu konzentrieren und alle ablenkenden Seitenstränge radikal zu kürzen. Wiederum ein Dreivierteljahr später, im Sommer 1968, lag schließlich die 151 Seiten lange Endfassung des Drehbuchs vor.
Truffaut traf sich daraufhin mit einem Arzt, der Experimente mit der Stimmgabel an gehörlosen Kindern durchführte, sowie mit weiteren Personen, die sich um gehörlose oder autistische Kinder kümmerten. Er stieß sogar auf den Fall eines Kindes, dessen Verhalten starke Ähnlichkeiten mit dem aufwies, das Dr. Itard beschrieben hatte.

### Finanzierung
Im Dezember 1966, Truffaut war mit den Vorbereitungen zu seinem ersten und einzigen englischsprachigen Film Fahrenheit 451 beschäftigt, schloss er ein Kooperationsmodell zwischen seiner eigenen Produktionsgesellschaft Les Films du Carrosse und dem französischen Tochterunternehmen der United Artists Les Productions Artistes Associés ab. Ziel war die gemeinsame Produktion des geplanten Films Die Braut trug schwarz. Infolge dieser Kooperation sollte auch der Folgefilm Geraubte Küsse von Carosse und Artistes Associés koproduziert werden.
Im Herbst 1967 – noch keiner dieser beiden Filme war zu diesem Zeitpunkt im Kino – schloss Truffaut mit UA/Artists Associés eine weitere Vereinbarung über die Produktion der Filme Das Geheimnis der falschen Braut und Der Wolfsjunge ab. United Artists koproduzierte beide Filme in der Hoffnung, mit den erwarteten Gewinnen des ersten den vermeintlichen Verlust des zweiten Films ausgleichen zu können. Man fand das Drehbuch von Der Wolfsjunge „zu dokumentarisch“. Hinzu kam, dass Truffaut in Schwarzweiß drehen wollte, was man Ende der 1960er Jahre ebenfalls nicht für publikumswirksam hielt. United Artists beteiligte sich an dem Projekt mit zwei Millionen Francs, letztlich mit dem Ziel, Truffaut nicht zu verlieren. UA übernahm die weltweite Auswertung des Films.
Tatsächlich wurde Das Geheimnis der falschen Braut zu Truffauts bis dahin größtem finanziellem Misserfolg, während Der Wolfsjunge wider Erwarten einen Gewinn erwirtschaften sollte. Doch noch bevor Der Wolfsjunge in die Kinos kam, entschloss sich Truffaut, aufgrund der Zögerlichkeit zukünftig auf die Zusammenarbeit mit United Artist zu verzichten.

### Besetzung der Rollen
Um einen geeigneten Darsteller für den Wolfsjungen zu finden, befragten und fotografierten Truffaut und seine Regie-Assistentin Suzanne Schiffman in und um Marseille rund 2500 Kinder. Fünf von ihnen durften zu Probeaufnahmen nach Paris. Anfang März 1969 war schließlich der zwölfjährige Jean-Pierre Cargol gefunden. Cargol kam aus Saintes-Maries-de-la-Mer, einer Kleinstadt nahe Marseille. Truffaut beschrieb den Jungen in einem Brief an seine Freundin und Mitarbeiterin Helen Scott als ein schönes Zigeunerkind mit einem sehr animalischen Profil, das aufgrund seines dunklen Teints und seiner drahtigen Figur für die Rolle ideal sei.
Um den unerfahrenen Jungen an die schwierige Rolle heranzuführen, legte sich Truffaut eine spezielle Technik zurecht: er arbeitete mit Vergleichen. So ließ er Jean-Pierre schauen „wie einen Hund“, den Kopf bewegen „wie ein Pferd“ oder mit großen Augen verwundert schauen wie Harpo Marx. Lediglich Wutausbrüche stellten laut Truffaut ein Problem dar, denn Jean-Pierre war ein „sehr sanftes, sehr glückliches und sehr ausgeglichenes Kind.“
Truffaut war lange unschlüssig, wer den Arzt Jean Itard spielen sollte. Er dachte an einen Fernsehdarsteller oder einen Journalisten, es sollte jedenfalls kein bekannter Kinoschauspieler sein. Er suchte auch nach einem unbekannten Schauspieler, doch irgendwann entschloss er sich, die Rolle selbst zu übernehmen. Truffaut war zuvor nur in Kleinstrollen als Schauspieler aufgetreten. Auch deshalb behielt er seine Entscheidung bis kurz vor Drehbeginn für sich und weihte dann als Erste Suzanne Schiffman ein. An Gruault schrieb er: „Entschuldige bitte, wenn ich Dir verheimlicht habe, dass ich die Rolle des Dr. Itard selbst spiele, aber ich wollte dies bis zum letzten Moment geheim halten. Ich hoffe, meine amateurhafte Leistung wird Dich nicht enttäuschen.“
Truffaut sah diese Entscheidung in erster Linie pragmatisch. Er hatte als Regisseur die Aufgabe, den als Schauspieler unerfahrenen Jean-Pierre Cargol zu führen und anzuleiten. Gleichzeitig hätte der Darsteller des Dr. Itard die Aufgabe, Victor, den Wolfsjungen, zu leiten und zu unterrichten. Truffaut verband beides und vermied so die Zwischenebene einer dritten Person. Gruault pflichtete ihm bei dieser Entscheidung bei: „Man sieht Itard fast ausschließlich bei seiner beruflichen Tätigkeit, und die ist der des Regisseurs sehr ähnlich.“
Bei den beiden wichtigen Nebenrollen des Professors Pinel und der Madame Guérin kam es Truffaut darauf an, dass diese so nüchtern wie möglich angelegt werden, um die Emotionen des Zuschauers ganz auf Victor zu fokussieren. So engagierte er zwei erfahrene Theaterschauspieler: Jean Dasté, den Direktor der Comédie de Saint-Étienne, und Françoise Seigner, ein Mitglied der Comédie-Française.
Um Kosten zu sparen, griff Truffaut für weitere Nebenrollen, wie schon bei früheren Filmen, auf eigene Mitarbeiter zurück. So besetzte er für die vierköpfige Familie Lemeri den Produktionsleiter Claude Miller samt Frau und Baby sowie den Sohn seiner Assistentin Suzanne Schiffman. Truffauts eigene acht- und zehnjährige Töchter Eva und Laura kamen zu ihren ersten kleinen Filmrollen. Drehbuchautor Jean Gruault verkörperte einen der neugierigen Besucher im Institut. Jean-François Stévenin, der später noch größere Rollen in zwei anderen Truffaut-Filmen spielen sollte, spielt einen der Dorfbewohner.

### Dreharbeiten und Postproduktion
Truffaut beschloss, um den dokumentarischen Anspruch zu unterstreichen, den Film in Schwarzweiß zu drehen. Für die Kameraführung entschied er sich für Néstor Almendros, von dessen Arbeit bei Éric Rohmers Film Meine Nacht bei Maud er sehr beeindruckt war. Der Spanier Almendros war zu diesem Zeitpunkt bereits ein international erfahrener und gefragter Kameramann. Truffaut und Almendros sahen sich während der Vorbereitungszeit einige thematisch verwandte Filme an: Arthur Penns Licht im Dunkel über ein blindes und taubstummes Mädchen, oder Tagebuch eines Landpfarrers von Robert Bresson. Die Zeit mit Monika von Ingmar Bergman stand ebenso auf dem Programm wie einige Stummfilme. Es war die erste Zusammenarbeit der beiden und es sollten sieben weitere gemeinsame Filme folgen.
Als Drehort wählte Truffaut Aubiat im Département Puy-de-Dôme im französischen Zentralmassiv. Dort befand sich ein Landhaus, das mit wenigen Änderungen zum Haus des Dr. Itard umfunktioniert werden konnte. Die Dreharbeiten begannen am 2. Juli 1969 im Wald von Saint-Pardoux bei Montluçon. In der ersten Woche wurden ausschließlich Szenen im Wald gedreht. Die Dreharbeiten verliefen harmonisch und kamen gut voran. Truffaut fand sich in seiner Doppelfunktion als Regisseur und Hauptdarsteller gut zurecht. Suzanne Schiffman vertrat ihn als Regieassistentin, sobald er vor der Kamera stand, sie war auch sein Lichtdouble während der Proben. Ab Ende August wurden die Dreharbeiten für eine Woche in Paris im Institut für Gehörlose fortgesetzt. Nach insgesamt 50 Drehtagen trennte sich schließlich das Team. Jean-Pierre Cargol erhielt von der Crew eine 8-mm-Kamera geschenkt.
Truffaut hatte beschlossen, für Der Wolfsjunge zeitgenössische Musik aus dem 18. Jahrhundert zu verwenden und er entschied sich für zwei Stücke von Vivaldi: Das Concerto Pour Mandoline und Das Concerto Pour Flautino. Er bat den Filmkomponisten Antoine Duhamel, mit dem er bereits bei den beiden vorangegangenen Filmen zusammengearbeitet hatte, die Stücke für ihn einzuspielen. Duhamel hatte, wie er sich 2007 in einem Interview erinnerte, die gemeinsame Arbeit zu den beiden Vorgängerfilmen als eher anstrengend in Erinnerung, da Truffaut wenig Interesse für die Postproduktion aufbringen konnte. Allerdings sei Duhamels Arbeit bei Der Wolfsjunge durch die Vorauswahl der Musik sehr viel einfacher gewesen. Noch bevor der Film im Februar 1970 in die Kinos kam, drehte Truffaut mit Tisch und Bett einen weiteren Film, seinen vierten innerhalb von zwei Jahren.

### Synchronisation
Die deutsche Synchronfassung entstand im DEFA Studio für Synchronisation, Ost-Berlin. Erika Hirsch schrieb das Dialogbuch und Lisa Honigmann führte Regie.
| Rolle                    | Darsteller        | Synchronsprecher     |
| ------------------------ | ----------------- | -------------------- |
| Madame Guérin            | Françoise Seigner | Brigitte Lindenberg  |
| Dr. Jean Itard           | François Truffaut | Winfried Wagner      |
| Rémy, alter Dorfbewohner | Paul Villé        | Werner Kamenik       |
| Pfleger im Institut      | Pierre Fabre      | Rainer Gerlach       |
| Professor Pinel          | Jean Dasté        | Adolf Peter Hoffmann |

## Filmanalyse

### Inszenierung und Dramaturgie
Der Film besteht aus drei Teilen: der Gefangennahme Victors und seiner Zeit im Dorf, der Zeit im Gehörloseninstitut sowie der Zeit bei Dr. Itard auf dem Lande. Die ersten beiden Teile, die die Konflikte zwischen Zivilisation und Natur (symbolisiert durch den Jungen) zum Thema haben, umfassen etwa ein Drittel der gesamten Filmdauer von rund 80 Minuten. Die langen Monate des Lernens nehmen damit im Film weniger als eine Stunde in Anspruch. Truffaut entschied sich für diese radikale Einschränkung, obwohl er bereits einen deutlich umfangreicheren Drehbuchentwurf vorliegen hatte, um ein ausgewogenes Verhältnis zwischen den wenigen Erfolgen und den tatsächlich viel zahlreicheren Misserfolgen zu erreichen.
Im Film bringt Dr. Itard neue Erfahrungen und Erkenntnisse im immer gleichen Ritual am Schreibtisch zu Papier und bewahrt diese so für die Nachwelt auf. Truffaut hielt sich sehr eng an diese Vorlage und sie bestimmt letztlich auch das Tempo des Films. Truffauts Erzählerstimme liefert, immer aus den Originalunterlagen Itards zitierend, die Übergänge. Truffaut verwendet lange Einstellungen und schneidet sehr sparsam und effektarm. Auf diese Weise werden die Erfolge und die Rückschläge für den Zuschauer buchstäblich spürbar.
Truffaut wollte Der Wolfsjunge, den er in Form eines Dokumentarfilms anlegte, als Hommage an das klassische Kino verstanden wissen, und drehte daher in sehr feinkörnigem Schwarzweiß, was an die Frühzeiten des Kinos erinnern und einen Anschein von Objektivität vermitteln sollte. Truffaut nutzte für manche Bildübergänge, vor allem für Aufblenden auf und für Abblenden von Victor, eine für den Stummfilm der 1920er Jahre typische Irisblende, wie er es bereits 1960 bei Schießen Sie auf den Pianisten tat und später auch bei Die Frau nebenan (1981). Er zeigt damit einerseits die zentrale Rolle Victors auf, andererseits die Abgeschlossenheit und Eingegrenztheit Victors in seiner eigenen Welt. Zudem passt die Verwendung dieses aus dem Stummfilm stammenden Stilmittels offensichtlich zu einem Film, der unter anderem vom Sprechenlernen handelt.

### Einsatz der Musik
Ein wichtiger Aspekt, der die Gegensätze der beiden Welten verdeutlicht, ist der Einsatz der Musik. In Der Wolfsjunge gibt es keine untermalende Filmmusik. Die gesamte neunminütige Anfangssequenz des Films ist völlig ohne Musik. Die Szenen, die im Wald oder im Dorf spielen, sind lediglich mit Naturgeräuschen und mit Vogelgezwitscher unterlegt. Musik erklingt erstmals, als Dr. Itard in der Zeitung von dem Jungen liest. Die künstliche Musik der Menschenwelt steht hier im Gegensatz zur natürlichen Musik der mannigfaltigen Arten von Geräuschen im Wald.
Musik findet Verwendung in den Szenen, in denen mit Victor etwas geschieht oder in denen Entscheidungen über Victor getroffen werden. Truffaut setzt dabei ausschließlich zwei Stücke von Antonio Vivaldi ein: Das Konzert für Mandoline und das Konzert für Flöte.
Das Flötenkonzert wird in denjenigen Szenen verwendet, in denen ein Fortschreiten der Handlung oder eine weitere Stufe auf dem Weg Victors hin zum „Menschen“ erkennbar ist, es taucht aber auch in denjenigen Szenen auf, in denen die Gegensätze der beiden Welten betont werden. Das Mandolinenkonzert dagegen wird stets dann eingesetzt, wenn die Handlung stagniert oder Rückschläge erlitten werden.
Als zum ersten Mal Musik erklingt, entsteht in Dr. Itard der Wunsch, den Jungen zu sich zu nehmen und zu „erziehen“, also in die menschliche Gesellschaft einzuführen. Hierfür verwendet Truffaut das Flötenkonzert, das auch in vier ähnlich gelagerten Szenen zum Einsatz kommt: Der Dorfarzt wäscht dem Jungen im Gefängnis das Gesicht und legt den Menschen unter der „wilden“ Hülle frei – der erste Schritt zur physischen Menschwerdung. Dann später die beiden Bestrafungsszenen, in denen Victor erstmals weint und wo er sich gegen die ungerechte Behandlung auflehnt. In beiden Fällen steigt Victor jeweils eine weitere Stufe zum „Menschsein“ hinauf. Schließlich erscheint das Motiv am Ende des Films bei Victors Rückkehr, nachdem der Junge erstmals selbständig eine Entscheidung getroffen hat. Szenen, in denen der Gegensatz zwischen Victors freier Welt und der künstlichen Welt der Menschen zutage tritt, werden ebenfalls mit dem Flötenkonzert unterlegt: Victor sieht mit leerem Blick in den Spiegel, er steht am Fenster und trinkt Wasser, er spielt mit einer Kerze, und er spielt nachts bei Vollmond im Garten, wobei ihn Dr. Itard durch das geschlossene Fenster beobachtet.
Das Mandolinenkonzert ist erstmals zu hören, als Mme. Guérin Victor nach dessen Ankunft im Hause Dr. Itards die Nägel schneidet und ihn badet. Sämtliche Spiele, die Dr. Itard mit Victor unternimmt, wie auch die unerfreuliche Fahrt Itards ins Ministerium nach Paris sind mit diesem Stück unterlegt. Zwei Mal flieht der Junge aus dem Hause des Doktors. In beiden Szenen ist das Mandolinenkonzert zu hören. Im ersten Fall findet ihn der Doktor auf dem Baum im Garten, beim zweiten Mal kehrt Victor schließlich einige Zeit später aus eigenem Antrieb zurück. In keiner dieser Szenen ist tatsächlich ein Fortschritt im Lernprozess zu erkennen.

### Themen und Motive

#### Unterschiede zwischen Geschichte und Film
Truffaut legte Der Wolfsjunge in Form eines Dokumentarfilms an, er nahm jedoch aus verschiedenen Gründen Anpassungen vor. Er verkürzte die Handlung und er blendete, abgesehen von der Exposition, fast alle Elemente aus, die sich nicht auf das Verhältnis der beiden Hauptdarsteller beziehen. Darüber hinaus nahm er aus dramaturgischen Gründen Anpassungen vor. Die Verkürzung der Realität auf einen kleinen Ausschnitt dient gleichzeitig der dramaturgischen Verfremdung. Hierdurch schafft sich Truffaut die Möglichkeit, auf Basis der Originalaufzeichnungen eigene Akzente zu setzen und vor allem autobiographische Bezüge einzubauen.
Das Privatleben des Dr. Itard spielt im Film keine Rolle, außer dass man weiß, dass er alleine mit seiner Haushälterin in einem großen Haus lebt. Über das Privatleben des historischen Jean Itard ist allerdings auch nicht viel bekannt. Er beendete 1796 mit 25 Jahren sein Medizinstudium und wandte sich danach der Chirurgie zu. Bald darauf befasste er sich mit dem Studium von Hörvorgängen. 1799 wirkte er am Nationalen Institut für Gehörlose, dem späteren Kaiserlichen Taubstummen-Institut in Paris, dessen Chefarzt er 1800 wurde. 1821 wurde er Mitglied der Académie de Médicine. Durch seine pädagogische Arbeit mit Victor sowie aufgrund zahlreicher Abhandlungen zur Spracherziehung und Unterrichtung Gehörloser gilt Itard als ein Vorläufer der Gehörlosenpädagogik und der Geistigbehindertenpädagogik.
Der Film beginnt – wie im Vorspann zu lesen – im Sommer 1798 mit Victors Entdeckung im Wald und endet neun Monate nachdem Dr. Itard Victor bei sich aufgenommen hat, also etwa ein bis höchstens zwei Jahre später, wobei Truffaut bewusst auf weitere Zeitangaben verzichtet. Der historische Wilde von Aveyron wurde bereits im Frühjahr 1797 im Wald in der Nähe von Saint-Sernin-sur-Rance im Département Aveyron erstmals gesichtet und gefangen genommen. Zwei Mal konnte er nach kurzer Zeit wieder fliehen, bis er dann im Januar 1800 nach Rodez gebracht wurde. In Rodez wurde der Junge ausgiebig von dem Naturforscher Bonnaterre beobachtet und untersucht. Diese ersten drei Jahre werden im Film stark verkürzt und Bonnaterre überhaupt nicht erwähnt.
Der historische Victor wird als „abstoßende Kreatur“ beschrieben, die bei ihrem Aufgreifen lediglich ein in Fetzen hängendes Hemd trug. Im Film ist der Junge dagegen nackt. Außerdem besetzte Truffaut die Rolle des Jungen explizit mit einem „schönen“ Jungen – eine dramaturgische Notwendigkeit, um die Sympathie des Zuschauers zu lenken.
In der Taubstummenanstalt in Paris, in die der Junge 1799 überstellt wurde, hielt die Mehrheit der Ärzte den Jungen für einen unheilbaren Irren. Nur Dr. Itard war anderer Ansicht. Im Film ist die wissenschaftliche Kontroverse ganz auf die beiden Personen Prof. Pinel und Dr. Itard reduziert. Andere Ärzte treten nur als Staffage auf.
Dr. Itards Bericht an die Acadèmie de Médicine aus dem Jahr 1801 berichtet über Victors Fortschritte im ersten Jahr unter Itards Obhut. Aus dem zweiten Bericht aus dem Jahre 1806 an das Innenministerium geht hervor, dass sich nach diesem Zeitpunkt die Entwicklung deutlich verlangsamte und schließlich stagnierte. Truffaut verwendet für den Film Elemente aus beiden Berichten, wobei offenbleibt, ob der Film vor oder nach dem Absenden des ersten Berichts endet. Die Berichte selbst werden im Film nicht erwähnt, es ist lediglich zu sehen, dass Dr. Itard jedes Detail akribisch dokumentiert.
Truffaut stellt die positiven Entwicklungen im Gegensatz zu den Rückschlägen stärker in den Vordergrund und zieht sämtliche Erfolge in diesen ersten neun Monaten zusammen. Somit endet der Film mit dem letzten hoffnungsvollen Moment in Victors Entwicklung. Truffaut verändert aus dramaturgischen Gründen einzelne Elemente. So verzichtet er darauf, eine dokumentierte Episode aufzunehmen, in der Dr. Itard Victor zur Bestrafung kopfüber aus dem Fenster im vierten Stock hält, worauf Victor erstmals weint. Stattdessen wird im Film ersatzweise das eher harmlose Einsperren in die Kammer als Bestrafungsmethode gezeigt.
Der Haushalt Itard bestand tatsächlich nicht nur aus dem Doktor und Madame Guérin, sondern anfangs auch aus deren Ehemann. Victor deckte regelmäßig für vier Personen den Tisch. Nachdem Monsieur Guérin gestorben war, war Victor nicht in der Lage, alleine die veränderte Situation zu begreifen, und deckte weiterhin für vier Personen. Victor wurde bis zum Ende von Madame Guérin betreut und lebte ab seinem 18. Lebensjahr in einem Nebengebäude der Gehörlosenanstalt in Paris, wo er 1828 mit ca. 40 Jahren verstarb. In diesen über 20 Jahren machte er keinerlei Fortschritte mehr.

#### Zeitgeschichtliche Einordnung
Mit dem 18. Jahrhundert ging in Frankreich auch das Zeitalter der Aufklärung zu Ende. Die Ideen der Aufklärung waren im Volk weit verbreitet, wurden aber zum Teil schon wieder in Frage gestellt. Jean-Jacques Rousseau postulierte 1755 in seiner Abhandlung über den Ursprung und die Grundlagen der Ungleichheit unter den Menschen den „edlen Wilden“ als Idealbild des von der Zivilisation unverdorbenen Naturmenschen. Sieben Jahre danach legte Rousseau mit Émile oder über die Erziehung sein Hauptwerk der Erziehungslehre vor. Ebenfalls Mitte des 18. Jahrhunderts prägte der schwedische Naturwissenschaftler Carl von Linné den Begriff des homo ferus, den er als wilden Menschen beschrieb, der nicht sprechen konnte, der unfähig war, aufrecht zu gehen, und der sich wie ein Tier benahm. Als Victor Ende des 18. Jahrhunderts gefunden wurde, waren die Intellektuellen nach wie vor daran interessiert, ihre Vorstellungen von „Bildung“ weiterzugeben. Dr. Itard vertrat – im Gegensatz zu vielen seiner Kollegen – die Ansicht, dass es möglich sei, einen „Wilden“ durch Erziehung in die Zivilisation einzuführen.
Hier zeigt sich eine interessante Parallele zwischen der Zeit um 1800, in der der Film spielt, und dem Jahr 1970, in dem der Film erschien. Das Jahr 1970 war geprägt von anhaltenden Studentenunruhen und einer breiten gesellschaftlichen Diskussion über das menschliche Miteinander. Es gab hitzige Diskussionen über die bürgerlichen Werte und Ideale, über Ausbeutung und über Machtverhältnisse. Das Erziehungssystem war als ein Hauptübel des bestehenden Gesellschaftssystems erkannt worden. Auch hier waren also „Bildung“ und „Erziehung“ als Schlüssel für ein zivilisiertes Miteinander erkannt worden, sodass der Film trotz des historischen Stoffes ein damals äußerst aktuelles Thema berührte.
Truffaut behandelte diese Fragen weder auf wissenschaftliche noch auf abstrakte Weise, sondern ließ den Wolfsjungen lediglich als Projektionsfläche oder als Metapher dienen. Truffaut warf diese Fragen auf und der Zuschauer reflektierte anhand der Person des Victor über die echten oder vermeintlichen zivilisatorischen Werte, ohne Antworten zu erwarten, da er wissen musste, dass Victor sie nicht geben kann. Truffaut entzog sich so einer geschichtlichen Einordnung, sodass der Film trotz des historischen Stoffes Aktualität und Authentizität ausstrahlte. Auch heute noch wirken daher die hier aufgeworfenen Fragen bezüglich Generationenkonflikt, Erziehung, Schule und Gesellschaft sowie sozialer Interaktion, Vereinzelung oder Vereinsamung zeitlos.

#### Zeichnung der Figuren und Symbolik
Truffaut lässt die Erwachsenen bewusst nüchtern und emotionslos agieren, um die Zuschauer ohne Ablenkung oder Sympathienahme auf die Entwicklung des Jungen zu fokussieren und um ihn für die erhofften Gefühlsäußerungen Victors zu sensibilisieren. Dr. Itard und Prof. Pinel bestreiten ihren Disput über Victors Zustand und Aussichten ausschließlich auf wissenschaftlicher Ebene. Beim Austausch der deutlich differierenden Meinungen sind bei beiden keinerlei Emotionen erkennbar. Das Interesse Dr. Itards an Victor scheint zunächst rein wissenschaftlich zu sein. Erst in dem Augenblick, als Victor erste zaghafte Gefühlsregungen zeigt, lässt Itard selbst welche zu, indem er gegenüber dem Jungen ungeduldig wird und schließlich bereits aufgeben will.
Mme. Guérin schließlich übernimmt ihre Aufgabe zwar engagiert, jedoch ebenfalls weitgehend emotionslos. Nur in wenigen Fällen lässt sie ihre Gefühle durchblicken: Einmal, als sie dem Doktor vorwirft, er überfordere den Jungen, und dann, als Victor am Ende des Films zurückkommt und sie ihn in ihre Arme nimmt. Dieser Zeitpunkt, neun Monate nach Beginn des Erziehungsprozesses, steht auch symbolisch. Victor ist nun in seinem neuen Leben angekommen, quasi (nach einer neunmonatigen „Schwangerschaft“) neu geboren worden, mit Itard als Vater und Mme. Guérin als Mutter.
Truffaut hatte in seinen Filmen Lieblingsthemen, auf die er immer wieder zurückkam. Die Themen „Bücher“ und „Lesen“ (als Synonym und Grundlage für „Bildung“) gehörten dazu und er baute sie in vielen Filmen ein. In Fahrenheit 451, dem Film, den er drehte, als er mit der Arbeit am Drehbuch zu Der Wolfsjunge begann, war das Thema zentral. Viele der Spiele, die sich Dr. Itard für Victor ausdenkt, drehen sich um Buchstaben und Wörter. Immer wieder kommt Itard darauf zurück, so auch in den beiden „Bestrafungsszenen“. In der zweiten dieser Szenen, als Itard beschließt, Victor ungerechtfertigt zu bestrafen, lässt er sich von Victor ein Buch und einen Schlüssel bringen, zwei Dinge, die Itard mit Bedacht aus allen zuvor benutzten Gegenständen auswählt. Die Kombination dieser beiden Begriffe zeigt symbolisch Truffauts Credo: Bücher sind der Schlüssel zur Bildung und zur menschlichen Entwicklung. Das Symbol des Schlüssels durchzieht zudem den gesamten Film.
Die offensichtlich unüberbrückbaren Gegensätze zwischen der Welt des Jungen und der Welt der Menschen werden von Truffaut auf vielfältige Weise symbolisiert. Gleich zu Beginn stehen sich Victors explizite Nacktheit und die voluminösen Gewänder der Menschen im Dorf gegenüber. Später folgt die lange Einstellung auf den von hohen Mauern eingezäunten, von Menschenhand gestalteten Garten des Instituts als Symbol für die gezähmte Natur im Vergleich zur freien, wilden Natur draußen im Wald.
Weitere Symbole stehen für diese Gegensätze: Spiegel tauchen im Film mehrfach auf, am eindrücklichsten in der Szene, da Victor ausdruckslos in den Spiegel schaut, in dem sich im Hintergrund drohend Prof. Pinel und Dr. Itard spiegeln. Ein wiederkehrendes Symbol für die „künstliche“ Welt ist die Kerze im Gegensatz zum Mond, den der nachts draußen spielende Victor anschaut. Fenster sind oder werden in einigen Schlüsselszenen geöffnet, den Ausgleich zwischen Natur und Kultur symbolisierend. In zwei wichtigen Szenen sind Fenster jedoch geschlossen und symbolisieren so die Distanz der dahinter stehenden Personen (einmal Prof. Pinel im Gespräch mit Dr. Itard, einmal Dr. Itard alleine) zur Natur.
Das lebensnotwendige Wasser, das „draußen“ in Bächen oder als Regen im Überfluss vorhanden ist, wird „drinnen“ vom Doktor in kleinen Dosen als Belohnung verabreicht. Schließlich symbolisiert die intakte Familie Lemeri, bei der sich Victor ganz offensichtlich wohlfühlt, die Naturverbundenheit, während der eher abstrakt aus Hausherr, Haushälterin und Findelkind zusammengesetzte Haushalt Itard eine eindeutige Künstlichkeit ausstrahlt.

#### Autobiographische Bezüge
Für Truffaut, einen Mitbegründer der Auteur-Theorie, war es selbstverständlich, in alle seine Filme autobiographische Bezüge einfließen zu lassen. Der Wolfsjunge ist Jean-Pierre Léaud gewidmet, den Truffaut 1959 für sein Erstlingswerk Sie küssten und sie schlugen ihn entdeckte, ihn förderte und ihn zu einem Star machte. Truffaut wurde zu einer Art Ersatzvater für Léaud, er fühlte für ihn ein gewisses Maß Verantwortung und war letztendlich auch stolz auf sein „Werk“. Léaud hatte seinen Status und seine Erziehung dem Kino zu verdanken. Zur Zeit der Dreharbeiten zu Tisch und Bett wohnte Léaud auch privat bei seinem „Ziehvater“ Truffaut. 
Truffauts eigene Kindheit war zerrüttet. Seine Mutter erkannte ihn nie als legitimes Kind an, und er wuchs den größten Teil seiner Kindheit, eher geduldet als geliebt, bei Verwandten auf. Er kam des Öfteren mit dem Gesetz in Konflikt, und er erfuhr schließlich nur aus eigener Recherche, dass sein vermeintlicher Vater, zu dem er ein besseres Verhältnis hatte als zu seiner Mutter, nur sein Stiefvater war. Mit 15 Jahren wurde Truffaut von André Bazin, dem Herausgeber der Cahiers du cinéma, aufgenommen und wie ein Sohn behandelt. Bazin war Sie küssten und sie schlugen ihn gewidmet.
Das Verhältnis Dr. Itard/Victor spiegelt zwar vordergründig das Verhältnis Truffaut/Léaud wider. Jedoch geben einige Äußerungen Truffauts Anlass zu der Annahme, dass vielmehr das Verhältnis Bazin/Truffaut Vorbild für die Anlage der Figuren war. So bekannte Truffaut, dass er es vorziehe, autobiographische Bezüge weniger in Filmen nach eigener Vorlage zu machen, also den offenkundig autobiographischen Filmen, als vielmehr versteckt in seinen Filmen nach fremder Vorlage. Auf diese Weise fühle er sich, wie er sagte, freier, Aussagen über sich selbst zu machen.
Truffaut war, was das Filmemachen betrifft, Autodidakt. Er verstand dies so, dass er immer nur das gelernt hat, was ihm nützlich erschien und was ihn reizte. Diese Vorstellung, nur das zu lernen, was man im weiteren Leben brauchen kann, entspricht daher seinem idealen Erziehungsbild, das er versucht, in Der Wolfsjunge weiterzugeben. Dr. Itard ist hierbei, was Fragen der Erziehung betrifft, ebenso Autodidakt wie Truffaut beim Filmemachen. Itard geht wissenschaftlich an die Aufgabe heran und dokumentiert alle seine Ergebnisse. Er macht selbst einen permanenten Lernprozess durch.
Unter diesen Vorzeichen ist Truffauts Rolle in dem Film sehr komplex. Er ist als Dr. Itard der Ersatzvater Victors (und per Widmung Jean-Pierre Léauds), er ist gleichzeitig Victor selbst, der von Dr. Itard, der wiederum für André Bazin steht, erzogen wird. In seiner Rolle dokumentiert er als Wissenschaftler möglichst akkurat und als Schriftsteller möglichst anschaulich Victors Entwicklungsschritte. Als Pendant hierzu im wirklichen Leben ist Truffaut der Drehbuchautor, der Itards Vorlage dramaturgisch einkürzt und aufbereitet, und schließlich der Regisseur, der dieses Drehbuch mit Leben erfüllt.

## Rezeption und Nachwirkungen

### Reaktionen zur Premiere
Truffaut glaubte selbst nicht an einen Erfolg von Der Wolfsjunge. Er fand den Film zu streng und zu nüchtern für das breite Publikum. Die Premiere fand am 26. Februar 1970 in Paris statt.
Schon vorab lobte der Figaro den Regisseur:

„Er spielt nicht. Er ist selbst der Mann, der die Hilfe weitergibt, die ihm zuvor zuteil wurde. Er rezitiert die Texte Jean Itards und spricht die Worte, die möglicherweise damals so gefallen sind. Aber es sind gleichzeitig Itard und Truffaut, der Itard in sich aufnimmt. Vielleicht wurde noch nie zuvor eine historische Rolle so tiefgründig interpretiert.“

Nach der Premiere reagierten Kritik und Publikum ausgesprochen positiv auf den Film. Le Monde schrieb, Truffaut hätte in einer Art kreativ inspiriertem Enthusiasmus erfolgreich ein äußerst edles Werk geschaffen, das wohl die verwirrendste Erfahrung seiner Karriere sei. Truffaut sei nicht nur der Cinéast, der die Bewegungen des Herzens erfasst, und der Poet, der die Natur und das märchenhafte der Wirklichkeit auszudrücken weiß. Indem er Dr. Itard selbst spielt, verzichte er auf einen Vermittler, der den kleinen Jungen lenkt. Truffaut sei daher zugleich Vater, Lehrer, Arzt und Forscher. Hin- und hergerissen zwischen Begeisterung und Entmutigung, zwischen Sicherheit und Zweifel würde Itard seine Aufgabe verfolgen. Zum Schluss hin erreiche der Film all seine Bedeutung, seine Schönheit. Denn nach einer Flucht kommt Victor zu Itard zurück. Obwohl Victor nach wie vor weder sprechen noch verstehen kann, sei er inzwischen fähig, seine Emotionen auszudrücken. In seiner Auflehnung zeige sich sein Verständnis, zwischen Gerechtigkeit und Ungerechtigkeit zu unterscheiden. Wenn Itard ihm am Ende sagt: „Du bist kein Wilder mehr, wenn du auch noch kein Mensch bist“, so sei sicher, dass das Vordringen zu diesem Punkt, zu diesem Austausch von Vertrautheit, die gemachten Erfahrungen das Experiment wert gewesen seien – genauso wie es für Truffaut selbst die Leiden wert gewesen seien, seine eigene Kindheit in seiner Reife wiederzufinden, indem er sich über den Menschen Gedanken macht, mit Tiefe, Lyrik und Ernsthaftigkeit.
In Kulturmagazin Télérama war eine Woche nach der Premiere über den Film zu lesen:

„‚Der Wolfsjunge‘ ist ein unvollendeter Film. Man kann darüber staunen, dass Truffaut die malerischsten Episoden aus dem Gedächtnis des Dr. Itard ausgelassen hat, genauso wie die rauen Episoden aus der Pubertät. Der Film wurde dadurch jedoch stärker, dichter und wahrer. Er musste letztlich unvollendet bleiben, wie jede Erziehung. Dr. Itard hatte sein Ziel nach einer sehr verwunderlichen Erfahrung erreicht: Als Antwort auf eine Ungerechtigkeit hat das Kind den Doktor gebissen. Diese Tat war schließlich der Beweis, dass das Kind auf der Höhe der moralischen Menschen angelangt war.“

### Auswirkungen des Films in Frankreich
Innerhalb weniger Wochen sahen den Film in Frankreich 200.000 Menschen und innerhalb eines halben Jahres erschienen rund 150 Zeitungsartikel zu dem Film. Truffaut erhielt unzählige Briefe, zumeist von Schülern oder Lehrern, die er sämtlich persönlich beantwortete. Truffaut wurde zu einem gefragten Interviewpartner und erhielt den Ruf, ein pädagogischer Regisseur zu sein, was er durchaus genoss.
Der Fernsehjournalist Pierre Dumayet lud Truffaut zu seiner Diskussionssendung „L’Invité du dimanche“ ein, wo dieser am 29. Oktober 1969 Gelegenheit erhielt, zur besten Sendezeit im französischen Fernsehen über viele seiner Herzensthemen, über Erziehung, über Kindheit und über Bücher zu reden und zu diskutieren. Dumayet leitete die Sendung ein mit den Worten: „Wenn man aus diesem Film kommt, ist man stolz darauf, lesen zu können.“ Es folgen weitere Fernsehauftritte sowie eine einstündige Fernsehdokumentation anlässlich Truffauts 10-jährigen Regie-Jubiläums, die teilweise in Aubiat gedreht wurde.
In einem ausführlichen Artikel schreibt die Zeitung Le Nouvel Observateur über Truffaut: „Ist der junge Wolf der Nouvelle Vague nun mit achtunddreißig Jahren zu einem unangreifbaren Regisseur geworden? Nein: Vielmehr ist er zum Menschen unter Menschen geworden.“ Im Interview bekräftigt Truffaut, seine Filme seien eine Kritik an der französischen Art, die Kinder zu erziehen. Ihm sei dies auf seinen Reisen klargeworden. Er sei verblüfft gewesen, als er erkannte, dass das Glück der Kinder nichts mit der finanziellen Situation ihrer Eltern oder in ihrem Land zu tun hat. Während in der armen Türkei das Kind heilig sei, seien in Japan die Beziehungen zwischen Kindern und Eltern, wie er sagte, mies und schäbig.
Truffaut war nun mehr denn je eine Person des öffentlichen Lebens. So erhielt er Gelegenheit, im Juni 1970 eine Woche lang das Mittagsmagazin von RTL zu moderieren. Er griff in schneller Folge diverse Themen auf, die ihm am Herzen liegen, zum Beispiel Waffenhandel und Zensur im Fernsehen. Er wollte Tabus brechen und manche der von ihm eingebrachten Ideen wurde von den Verantwortlichen auch abgelehnt. Truffaut sah sich selbst als kompromisslosen, also souveränen und einsamen Mann, sein vormaliger Ruf eines eher schüchternen Menschen war dahin.
Truffaut setzte sich im Laufe der 1970er Jahre weiterhin vehement für die Kinderrechte ein. Er unterstützte verschiedene Vereinigungen wie die von Lino Ventura gegründete Perce-Neige oder den Verein für die Förderung gehörloser Kinder. Außerdem unterstützte er weitere Schulen und Zentren, die sich um verhaltensauffällige oder geistig behinderte Kinder kümmerten. Truffaut ließ all diesen Institutionen großzügig Geld zukommen und er vertrat die Interessen der betroffenen Kinder in der Öffentlichkeit, so oft er konnte.

### Reaktionen im Ausland
Truffaut verwendete viel Zeit und Energie darauf, seine Filme ins Ausland zu begleiten und dort für sie zu werben. Für Der Wolfsjunge besuchte er über ein Dutzend Länder in Europa, außerdem Japan, Israel und Persien. Doch Truffaut wusste, dass der Erfolg eines Films in den USA ausschlaggebend für das Renommee eines Regisseurs ist. So sprach er für den amerikanischen Markt seine eigenen Zwischentexte in Englisch ein, so dass nur noch die wenigen Dialoge zu untertiteln waren und der Film somit auch für Kinder zugänglich war.
Am 10. September 1970 wurde Der Wolfsjunge zur Eröffnung des achten New York Film Festivals im Lincoln Center gezeigt. Truffaut selbst stellte seinen Film vor, er wurde zum unumstrittenen Star des Festivals. Der New Haven Register schrieb: „Bei der Eröffnung erhielt L’Enfant Sauvage rauschenden Beifall, und der Anblick von Truffauts fragiler und schüchterner Gestalt in der Ehrenloge der Philharmonic Hall war einer dieser denkwürdigen Momente im Rampenlicht, die den Saal mit Magie erfüllten, bis die Scheinwerfer wieder erloschen.“
Bald darauf kam der Film in die amerikanischen Kinos. Binnen kurzer Zeit verließ die Debatte über The Wild Child, so der amerikanische Verleihtitel, Cineastenkreise und eroberte Magazine, Zeitungen und Universitäten. Die New York Times veröffentlichte ein zweiseitiges Porträt über Truffaut, in dem die schauspielerischen Fähigkeiten und die Verdienste als Regisseur ausgiebig gewürdigt werden. In den Universitätsstädten ist der Erfolg des Films, der ein gesellschaftliches Phänomen berührt, noch offenkundiger. Viele Universitäten nehmen den Film für Vorlesungen über Erziehungswissenschaften in ihr Programm auf.
Der Wolfsjunge spielte in den USA rund 210 000 Dollar ein. Er erhielt zahlreiche Auszeichnungen von Kritiker- und Schriftstellerverbänden und von kirchlichen Organisationen. Truffaut wurde insbesondere durch Der Wolfsjunge zu einem der europäischen Lieblingsregisseure der amerikanischen Intellektuellen, neben Ingmar Bergman und Federico Fellini. In den Augen einiger Kritiker wurde Truffaut aufgrund der Erfolge seiner drei „kleineren Filme“ Gestohlene Küsse, Der Wolfsjunge und Tisch und Bett zu „the new Renoir“. Der New Yorker Pressechef von United Artists schrieb bald nach der Premiere von Der Wolfsjunge an Truffaut, er sei auf dem besten Weg, in den großen amerikanischen Städten aus der Nische einer elitären Kultur herauszutreten und ein breiteres gebildetes Publikum zu erreichen.
Namhafte amerikanische Filmschaffende beglückwünschten ihn zu seinem Erfolg, unter anderen Stanley Kubrick und Gene Wilder. Mit Alfred Hitchcock verband Truffaut seit dem berühmten Interview 1962 eine Freundschaft. Hitchcock schrieb ihm: „Ich habe mir L’Enfant sauvage angesehen und fand ihn großartig. Bitte, besorge mir ein Autogramm des Schauspielers, der den Arzt spielt. Er ist wunderbar. Ich möchte dieses Autogramm für Alma Hitchcock. Ihr standen die Tränen in den Augen.“
Die Deutschland-Premiere von Der Wolfsjunge fand am 8. April 1971 statt, noch im gleichen Monat lief er auch in den DDR-Kinos an. Die DEFA-Synchronisation, von Wolf Donner als „sorgsam“ gelobt, kam in beiden deutschen Staaten zum Einsatz.

### Truffauts und Cargols Erfahrungen als Schauspieler
Für die beiden Hauptdarsteller war dies die erste Erfahrung als Schauspieler. Truffaut machten die Dreharbeiten großen Spaß und er nahm nur positive Erfahrungen mit:

„Der Blick eines Schauspielers vor der Filmkamera ist äußerst faszinierend, denn er spiegelt gleichzeitig Vergnügen und Frustration. Vergnügen, da die feminine Seite, die in jedem Mann (und erst recht in jedem Schauspieler) steckt, durch seine Rolle als Objekt befriedigt wird. Und Frustration, weil es auch immer einen mehr oder weniger ausgeprägten virilen Zug gibt, der sich eben gegen dieses Objektsein auflehnen will.“

Truffaut ließ dieser ersten Hauptrolle später zwei weitere in eigenen Filmen folgen: 1973 in Die amerikanische Nacht und 1978 in Das grüne Zimmer, in diesem Film nimmt er als Reminiszenz an Der Wolfsjunge einen taubstummen Jungen bei sich auf. Seinen größten internationalen Erfolg als Schauspieler sollte Truffaut jedoch 1977 in einer Nebenrolle in Steven Spielbergs Film Unheimliche Begegnung der dritten Art haben. Die Figur des französischen Sprachwissenschaftlers Lacombe war deutlich von Truffauts Rolle als Dr. Itard in Der Wolfsjunge inspiriert.
Jean-Pierre Cargol sollte keine lange Filmkarriere haben. In einem Brief aus dem Mai 1970 versprach er zwar, der erste „Zigeuner-Regisseur“ zu werden. Daraus wurde jedoch nichts. Für ihn sollte nur noch ein weiterer Filmauftritt folgen: 1974 hatte er eine Nebenrolle in Duell in Vaccares.

### Auszeichnungen
Der Wolfsjunge wurde nicht nur von Kritik und Publikum unerwartet wohlwollend aufgenommen, er gewann in der Folge auch einige Preise. Beim sechsten Internationalen Filmfestival in Teheran konnte der Film den Spezialpreis der Jury erringen. In Frankreich gewann Der Wolfsjunge 1971 den Prix Méliès als bester Film. Der Preis wurde von der Gewerkschaft der französischen Kinokritiker (Association Française de la Critique de Cinéma) vergeben.
Die Film Society of Lincoln Center wählte Der Wolfsjunge als Eröffnungsfilm für das achte New Yorker Film-Festival im September 1970 (bei diesem Festival werden keine Preise vergeben). Das National Board of Review, eine hoch angesehene New Yorker Organisation von Filmemachern und Filmwissenschaftlern, kürte Der Wolfsjunge 1971 zum besten ausländischen Film und François Truffaut zum besten Regisseur.
Bei der Laurel Awards kam der Film in der Kategorie Bester ausländischer Film auf den dritten Platz. Schließlich gewann Nestor Almendros für seine Kameraführung den NSFC Award der National Society of Film Critics Awards der USA. Darüber hinaus gewann der Film einige weitere Preise von Kritiker- und Schriftstellerverbänden sowie von kirchlichen Organisationen.

### Retrospektive Kritik
In der retrospektiven Kritik wird Der Wolfsjunge überwiegend positiv gesehen. So schreibt das Lexikon des Internationalen Films: „Ein menschlich und künstlerisch eindrucksvolles Dokument des Glaubens an eine gewisse Entwicklungsfähigkeit jedes Menschen.“
Das Metzler Filmlexikon schreibt: „Erst in entsprechender sozialer Umgebung, so ließe sich die Moral von L’enfant sauvage beschreiben, können sich die natürlichen Anlagen des Menschen entwickeln und entfalten. Der Regisseur, der Dr. Itard selbst darstellte, wurde durch die Rolle, wie er später eingestand, sich der eigenen Vaterrolle gegenüber dem Schauspieler Jean-Pierre Léaud bewußt: Ihm widmete er diesen Film.“
De Baecque und Toubiana kommen in ihrer 1996 erschienenen Truffaut-Biographie zu dem Schluss: „Die pädagogische Berufung Truffauts und seines Kinos ist nie deutlicher geworden als in „L’Enfant sauvage“, einem gleichermaßen optimistischen und verzweifelten Werk. Ein optimistischer Film insofern, als er dem Erlernen von Kultur völlig vertraut; verzweifelt hingegen, weil gerade dieser Bildungsprozess die Gesellschaft immer wieder als einen Schlupfwinkel von Kinderschändern und Feiglingen entlarvt.“
2003 erstellte die Bundeszentrale für politische Bildung in Zusammenarbeit mit zahlreichen Filmschaffenden einen Filmkanon mit insgesamt 35 Filmen aus acht Jahrzehnten für die Arbeit an Schulen. Der Wolfsjunge ist einer von fünf französischsprachigen Filmen.